# Manfred Schubert (Kabarettist)
Manfred Schubert (* 6. August 1927 in Dresden; † 29. November 2021 ebenda) war ein deutscher Kabarettist.

## Leben
Manfred Schubert wirkte zunächst als Dramaturg am Dresdner Theater der Jungen Generation und war danach beim Landessender Dresden als Redakteur beschäftigt. Nebenberuflich leitete Schubert das Amateurkabarett des Landessenders Die Funken, bis er als Kabarettist zum Berliner Kabarett Die Trommel wechselte, dessen Leiter er auch war.
Am 1. Mai 1961 gründete er in Dresden das Berufskabarett Herkuleskeule. Er leitete die Herkuleskeule bis 1986 und arbeitete danach als Textautor und Ensemblemitglied.
1980 wurde er mit dem Kunstpreis der DDR ausgezeichnet.
Manfred Schubert war Mitglied der National-Demokratischen Partei Deutschlands (NDPD).

## Filmografie
- 1963: Nur ein Märchen[4]